# Masters de Canadá 2003
El Masters de Canadá 2003 (también conocido como 2003 Canada Masters and the Rogers AT&T Cup por razones de patrocinio) fue un torneo de tenis jugado sobre pista dura. Fue la edición número 118 de este torneo. El torneo masculino formó parte de los ATP World Tour Masters 1000 en la ATP. La versión masculina se celebró entre el 4 de agosto y el 10 de agosto de 2003.

## Campeones

### Individuales masculinos
Andy Roddick vence a  David Nalbandian, 6–1, 6–3.

### Dobles masculinos
Mahesh Bhupathi /  Max Mirnyi vencen a  Jonas Björkman /  Todd Woodbridge, 6–3, 7–6 (7–4).

### Individuales femeninos
Justine Henin vence a  Lina Krasnoroutskaya, 6–1, 6–0.

### Dobles femeninos
Svetlana Kuznetsova /  Martina Navrátilová vencen a  María Vento-Kabchi /  Angelique Widjaja, 3–6, 6–1, 6–1.